# Новайс (Сан-Паулу)
Новайс (порт. Novais) — муниципалитет в Бразилии, входит в штат Сан-Паулу. Составная часть мезорегиона Сан-Жозе-ду-Риу-Прету. Входит в экономико-статистический микрорегион Катандува. Население составляет 3325 человек на 2006 год. Занимает площадь 116,929 км². Плотность населения — 28,4 чел./км².

## Статистика
- Валовой внутренний продукт на 2003 составляет 50 320 632,00 реала (данные: Бразильский институт географии и статистики).
- Валовой внутренний продукт на душу населения на 2003 составляет 15 346,34 реала (данные: Бразильский институт географии и статистики).
- Индекс развития человеческого потенциала на 2000 составляет 0,759 (данные: Программа развития ООН).